# Aérodrome d'Ankazoabo
L'aérodrome d'Ankazoabo est un aérodrome situé à Ankazoabo, chef-lieu du district d'Ankazoabo, situé dans la partie nord de la région d'Atsimo-Andrefana à Madagascar.

## Situation
L'aéroport se trouve à 2,1 km à l'est du centre-ville d'Ankazoabo.

## Présentation
Cet aérodrome peut recevoir les petits avions (twin otter et Piper-Aztec) de la compagnie nationale Air Madagascar et des compagnies privées comme la TTAM. Non doté d'équipements de navigation, l'approche et l'atterrissage sur la piste ne peuvent se faire qu'en VFR. 
- Vent dominant : SSW
- Température de référence : 23 °C

Il est impératif de faire un tour complet de la piste avant tout atterrissage car des troupeaux de zébus y sont souvent présents.